# Herre Gud! Dit dyre navn og ære
Herre Gud! Dit dyre navn og ære er en salme med tekst af nordmanden Petter Dass.
I Den Danske Salmebog er den opført som nummer 7 under lovsange.
Her er den registreret som tekst af "Petter Dass 1698. Gustav Jensen 1909." og med melodierne "Norsk folkemelodi 1877" og "Færøsk melodi 1931".

## Tekst
Salmen blev udgivet i 1715 i Petter Dass' bog Katekismesangene, men var skrevet i slutningen af 1690'erne, hvor den havde 16 strofer.
En ældre version i håndskrift med 8 strofer kendes dog, som måske har været grundlag for Stéfan Ólafssons islandske gendigtning allerede i 1680'erne.
Salmen siges at være teologisk inspireret af Jesper Brochmand.
I 1909 omarbejdede Gustav Jensen salmen til tre strofer.
De bevarede strofer er 1, 5 og 8.
Foruden norsk/dansk findes salmen i gendigtninger på svensk, på islandsk af Sigurbjörn Einarsson,
på færøsk af Jákup Dahl i 1925,
på tysk og engelsk.
Den oprindelige norske udgave har foruden enderim også midtrim og indrim, for eksempel "Navn og Ære/... Savn maa være", "Land laa øde/... Mand var døde" og "Dal skal vige/... skal tillige".
Disse ind-, midt- og parrim lykkes ikke helt i versionen i den danske salmebog, hvor man i første strofe nøjes med enderimet "navn og ære/... agt skal være".
I moderne dansk udtale rimmer ordene i tredje og fjerde verselinje heller ikke godt; i første strofe skulle sjæle, trælle, mæle og fortælle således have rimmet.
Rimmønstret er (aB)(aB)(CC)(CC)B.

## Melodi
I Dass' bog er der ingen melodiangivelse.
Håndskrifter angiver at den skulle synges til den verdslige vise Vill ey bonden laate vel, men denne vise kendes ikke andetstedsfra.
Den manglende angivelse medførte at et stort antal folkemelodier til teksten opstod. 50 findes registreret.
Den kendeste folkemelodi stammer fra Romedal. Denne melodi holder sig inden for dur-tonearten, og sættes den i F-dur strækker melodien sig 5 halvtoner ned til et c og 9 halvtoner op til et d.
Endvidere er i den danske salme- og koralbog opført en færøsk melodi i e-mol (først optegnet i 1931):

## Vurderinger
I Norge vurderes salmen som Dass' mesterværk og et decideret højdepunkt inden for norsk salmedigtning. Her har den speciel status som nummer 1 i Norsk salmebok 2013.
Det 16-strofede digt er udvalgt til Gyldendals digtantologi Dansk Lyrik fra 1965, — det eneste digt at Petter Dass.
Om salmen har Karsten Fledelius sagt at "Det er en karsk salme, der er fynd og klem i den og sådan et magtfuldt sprog. Samtidig med at det er flot poesi, siger den tingene i sin direkte formidling af troen" og at Dass med sangens anden strofe formidler "Gud som den store skaber".
Forhenværende kirkeminister Tove Fergo har sangen som sin yndligssalme.

## Indspilninger
Salmen indgår i Gabriel Axels film Babettes gæstebud i scenen hvor Achille Papins, spillet af Jean-Philippe Lafont, besnæres af den unge Filippas salmesang.
Det er Tina Kiberg, der lægger sangstemme til Filippa, der ellers spilles af Hanne Stensgaard.
Da Babettes gæstebud skal forestille at foregå i 1800-tallet og der synges Gustav Jensens redigerede version fra 1909 benyttes sangen anakronistisk.
Kirsten Flagstad har indsunget salmen og også den norske sopran Bodil Arnesen har udgivet en version, der findes på hendes album Mine Beste Salmer.
Sissel Kyrkjebø har ved flere lejligheder sunget salmen.